# Muribasidiospora celtidis
Muribasidiospora celtidis är en svampart som först beskrevs av T.S. Ramakr. & K. Ramakr., och fick sitt nu gällande namn av Kamat & Rajendren 1968. Muribasidiospora celtidis ingår i släktet Muribasidiospora och familjen Exobasidiaceae.   Inga underarter finns listade i Catalogue of Life.